# Bistum San Cristóbal de Las Casas
Das Bistum San Cristóbal de Las Casas (lat.: Dioecesis Sancti Christophori de las Casas, span.: Diócesis de San Cristóbal de Las Casas) ist eine in Mexiko gelegene römisch-katholische Diözese mit Sitz in San Cristóbal de las Casas.

## Geschichte

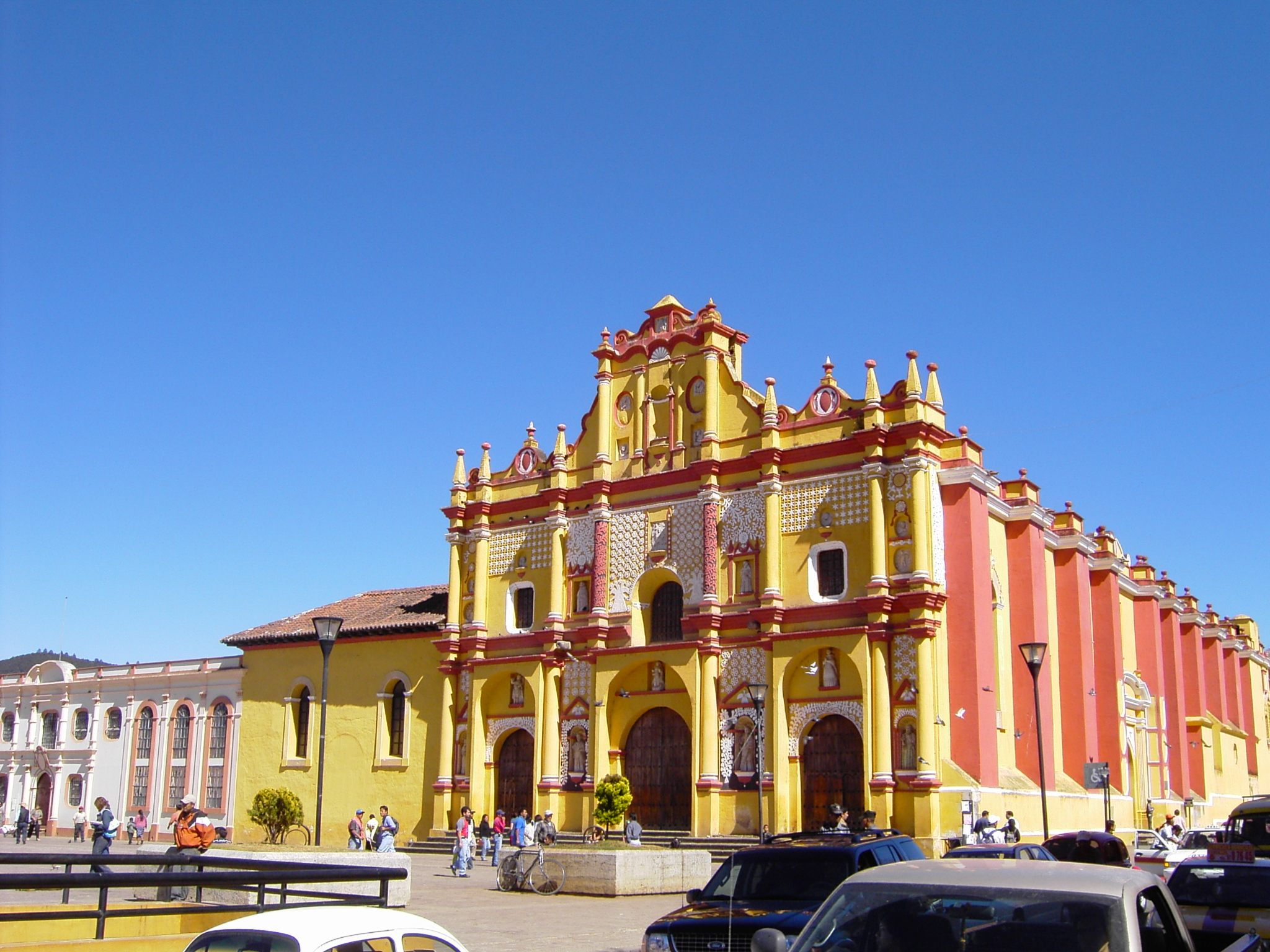
Kathedrale von San Cristóbal

Das Bistum San Cristóbal de Las Casas wurde am 19. März 1539 durch Papst Paul III. aus Gebietsabtretungen des Bistums Antequera als Bistum Chiapas errichtet und dem Erzbistum Sevilla als Suffraganbistum unterstellt. Am 12. Februar 1546 wurde das Bistum Chiapas dem Erzbistum-Mexiko-Stadt als Suffraganbistum unterstellt. Das Bistum Chiapas wurde am 23. Juni 1891 dem Erzbistum Antequera als Suffraganbistum unterstellt. Am 19. Juni 1957 gab das Bistum Chiapas Teile seines Territoriums zur Gründung des mit der Apostolischen Konstitution Cum Nos errichteten Bistums Tapachula ab. Eine weitere Gebietsabtretung erfolgte am 27. Oktober 1964 zur Gründung des mit der Apostolischen Konstitution Cura illa errichteten Bistums Tuxtla Gutiérrez.
Am 27. Oktober 1964 wurde das Bistum Chiapas in Bistum San Cristóbal de Las Casas umbenannt. Das Bistum San Cristóbal de Las Casas wurde am 25. November 2006 durch Papst Benedikt XVI. mit der Apostolischen Konstitution Mexicani populi dem Erzbistum Tuxtla Gutiérrez als Suffraganbistum unterstellt.

## Ordinarien

### Bischöfe von Chiapas
- Juan de Arteaga y Avendaño, 1539–1541
- Bartolomé de Las Casas OP, 1543–1550
- Tomás Casillas OP, 1551–1567
- Pedro de Feria OP, 1572–1588
- Andrés de Ubilla OP, 1592–1603, dann Bischof von Michoacán
- Lucas Duran OS, 1605–1607
- Juan González de Mendoza OSA, 1607–1608, dann Bischof von Popayán
- Juan Tomás de Blanes OP, 1609–1612
- Juan de Zapata y Sandoval OSA, 1613–1621, dann Bischof von Guatemala
- Bernardino de Salazar y Frías, 1621–1626
- Agustín de Ugarte y Sarabia, 1629–1630, dann Bischof von Guatemala
- Marcos Ramírez de Prado y Ovando OFM, 1633–1639, dann Bischof von Michoacán
- Cristóbal Pérez Lazarraga y Maneli Viana OCist, 1639–1640, dann Bischof von Cartagena en España
- Domingo de Villaescusa y Ramírez de Arellano OSH, 1640–1651, dann Bischof von Yucatán
- Mauro Diego de Tovar y Valle Maldonado OSB, 1652–1666
- Cristóbal Bernardo de Quiros, 1670–1672, dann Bischof von Popayán
- Marcos Bravo de la Serna Manrique, 1674–1679
- Francisco Núñez de la Vega OP, 1682–1698
- Juan Bautista Alvarez de Toledo OFM, 1708–1713, dann Bischof von Guatemala
- Jacinto Olivera y Pardo, 1714–1733
- José Cubero Ramírez de Arellano OdeM, 1734–1752
- José Vidal de Moctezuma y Tobar OdeM, 1753–1766
- Miguel Cilieza y Velasco, 1767–1768
- Juan Manuel Garcia de Vargas y Ribera OdeM, 1769–1774
- Antonio Caballero y Góngora, 1775, dann Bischof von Yucatán
- Francisco Polanco, 1775–1785
- Jose Martinez Palomino y Lopez de Lorena, 1785–1788
- Francisco Gabriel de Olivares y Benito, 1788–1795, dann Bischof von Durango
- Fermín José Fuero y Gómez Martinez Arañon, 1795–1800
- Andrés Ambrosio de Llanos y Valdés OFM, 1801–1815
- Salvador de Sanmartin y Cuevas, 1816–1821
- Luis García Guillén OdeM, 1831–1834
- José María Luciano Becerra y Jiménez, 1839–1852, dann Bischof von Tlaxcala
- Carlos María Colina y Rubio, 1854–1863, dann Bischof von Tlaxcala
- Carlos Manuel Ladrón de Guevara, 1863–1869
- Germán de Ascensión Villalvazo y Rodríguez, 1869–1879
- Ramón María de San José Moreno y Castañeda OCarm, 1879–1883
- Miguel Mariano Luque y Ayerdi, 1884–1901
- Francisco Orozco y Jiménez, 1902–1912, dann Erzbischof von Guadalajara
- Maximino Ruiz y Flores, 1913–1920
- Gerardo Anaya y Diez de Bonilla, 1920–1941, dann Bischof von San Luis Potosí
- Lucio Torreblanca, 1944–1959, dann Erzbischof von Durango
- Samuel Ruiz García, 1959–1964

### Bischöfe von San Cristóbal de Las Casas
- Samuel Ruiz García, 1964–2000
- Felipe Arizmendi Esquivel, 2000–2017
- Rodrigo Aguilar Martínez, seit 2017